# Confer
Cf. (do Latim confer, imperativo do verbo conferre, "confira", "confronte") ou cp. ("compare") são abreviaturas comumente encontradas em notas de referência localizadas no rodapé da página. Seu emprego indica outros autores ou notas da mesma obra relacionadas ao mesmo assunto, porém abordadas de outro modo ou até mesmo oferecendo uma visão oposta.
As expressões cf. supra ou cf. infra recomendam a consulta das linhas e páginas acima ou abaixo respectivamente.